# Чернева, Ольга Владимировна
Ольга Владимировна Чернева (1929[…], Ташкент — 29 июня 2023) — советская и российская учёная-ботаник, доктор биологических наук (1988) специалист по флоре Средней Азии, ведущий специалист по систематике рода Кузиния.

## Биография
Родилась в Ташкенте 2 декабря 1929 года. Училась в Среднеазиатском государственном университете, по окончании университета продолжила обучение в аспирантуре под руководством А. И. Введенского.
В 1956 году Ольга Владимировна получила степень кандидата биологических наук, защитив диссертацию на тему «Cynareae флоры Узбекистана». В 1959 году она была назначена старшим научным сотрудником Института ботаники АН УзССР.
О. В. Чернева принимала участие во многих экспедициях по Средней Азии: ездила в Западный Тянь-Шань, Памиро-Алай, Копетдаг.
В 1962 году вышла замуж за Виктора Яковлевича Френкеля и переехала в Ленинград, став младшим научным сотрудником Ботанического института АН СССР. Затем она была назначена куратором сектора Средней Азии и Казахстана гербария БИН.
В 1988 году Ольга Владимировна защитила диссертацию доктора биологических наук, предложив новую систему рода Кузиния. С 1992 года — заместитель заведующего гербарием БИН РАН.
Участвовала в написании монографий «Флоры Узбекистана», «Флоры Киргизской ССР», «Флоры европейской части СССР» и «Флоры СССР», для последней провела обработку родов Кузиния, Шмальгаузения, Анура и других.

## Некоторые научные публикации
- Чернева, О. В. Памироалайские кузинии секции Homalochaetae // Ботанические материалы Гербария Института ботаники АН УзССР. — 1959. — Вып. 15. — С. 33—52.
- Чернева, О. В. Новые виды Cynareae из Средней Азии // Ботанические материалы Гербария Института ботаники АН УзССР. — 1961. — Вып. 16. — С. 51—63.
- Чернева, О. В. Среднеазиатские виды секции Oppositifolia рода Asperula // Ботанические материалы Гербария Института ботаники АН УзССР. — 1961. — Вып. 16. — С. 51—63.
- Чернева, О. В. Опыт системы рода Cousinia Cass. (Asteraceae) флоры СССР // Ботанические материалы Гербария Института ботаники АН УзССР. — 1962. — Вып. 17. — С. 77—108.
- Чернева, О. В. Критический анализ географического распространения рода Cousinia // Ботанический журнал. — 1974. — Т. 59, № 2. — С. 183—192.

## Виды, названные в честь О. В. Черневой
- Jurinea tschernevae Tojibaev & Turginov, 2013